# Lessingia
 Lessingia   Cham., 1829 è un genere di piante angiosperme dicotiledoni della famiglia delle Asteraceae, sottofamiglia Asteroideae, tribù Astereae (North American lineage) e sottotribù Machaerantherinae.

## Etimologia
Il nome del genere è stato dato in onore di C. F. Lessing (1809–1862), botanico di origine tedesca, suo nipote K. F. Lessing e nonno G. E. Lessing.
Il nome scientifico del genere è stato definito dal botanico Ludolf Karl Adelbert von Chamisso (1781-1838) nella pubblicazione " Linnaea; Ein Journal für die Botanik in ihrem ganzen Umfange. Berlin" ( Linnaea 4(2): 203) del 1829.

## Descrizione

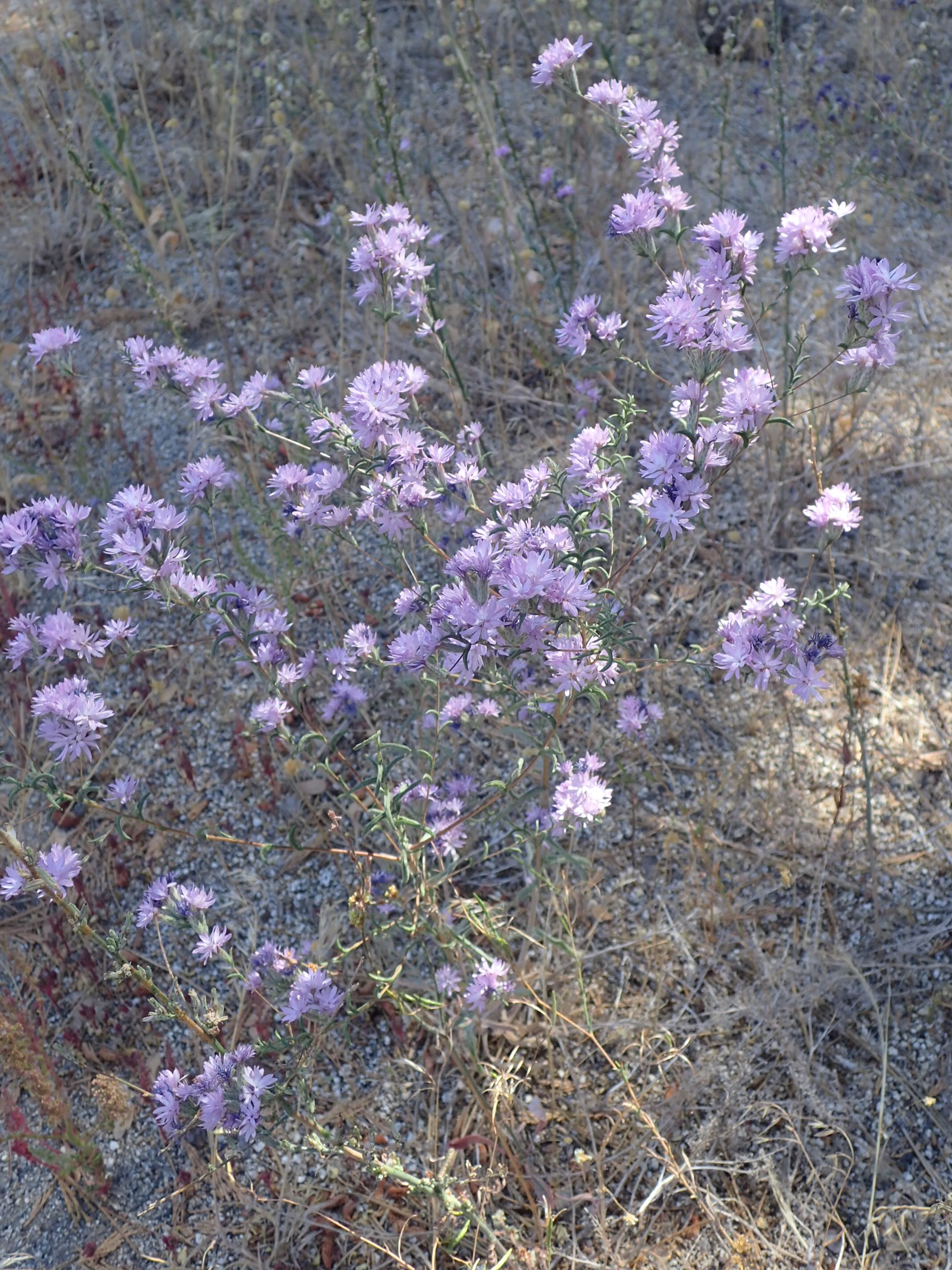
Il portamento
Lessingia leptoclada

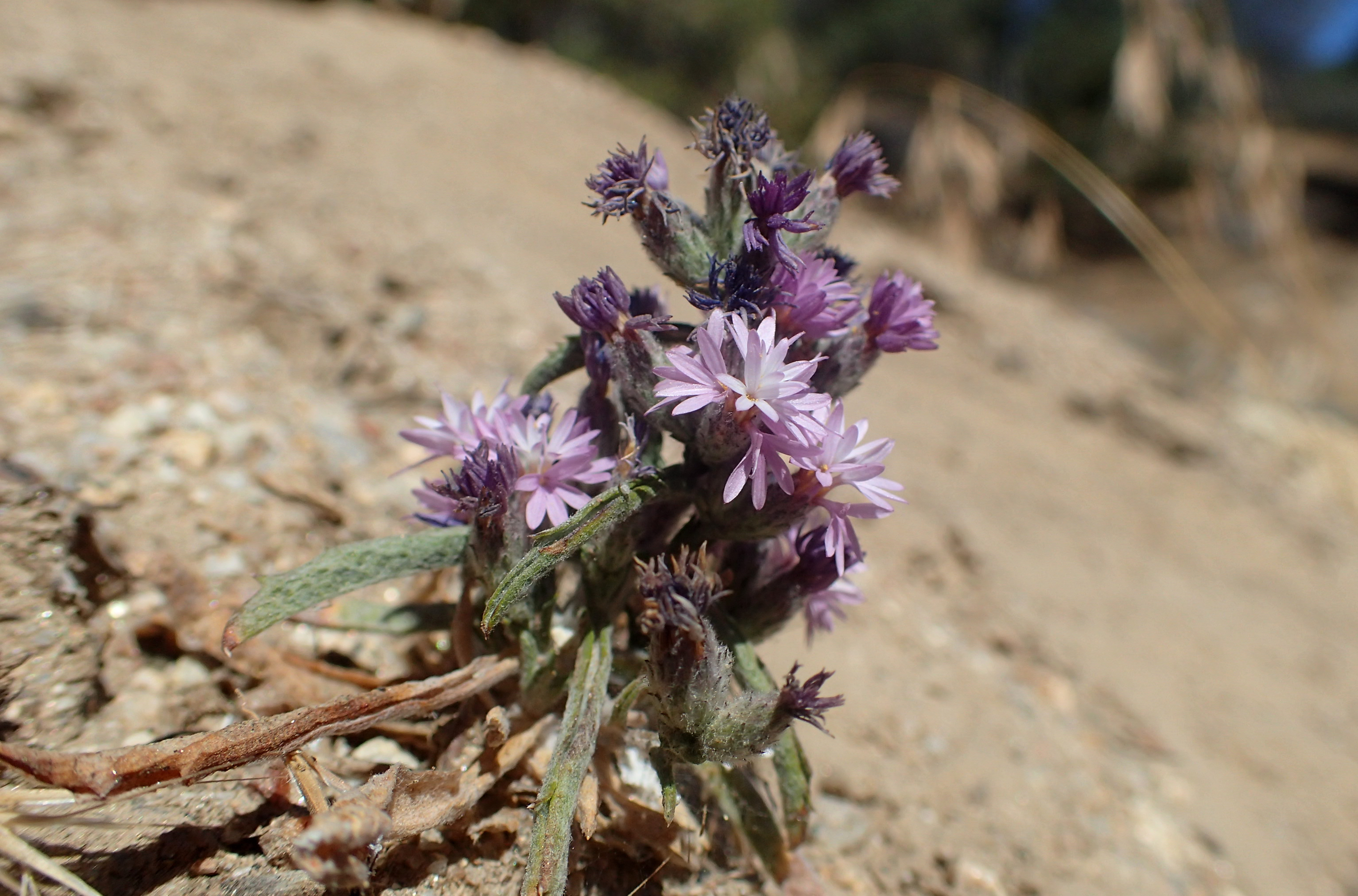
Le foglie
Lessingia nana

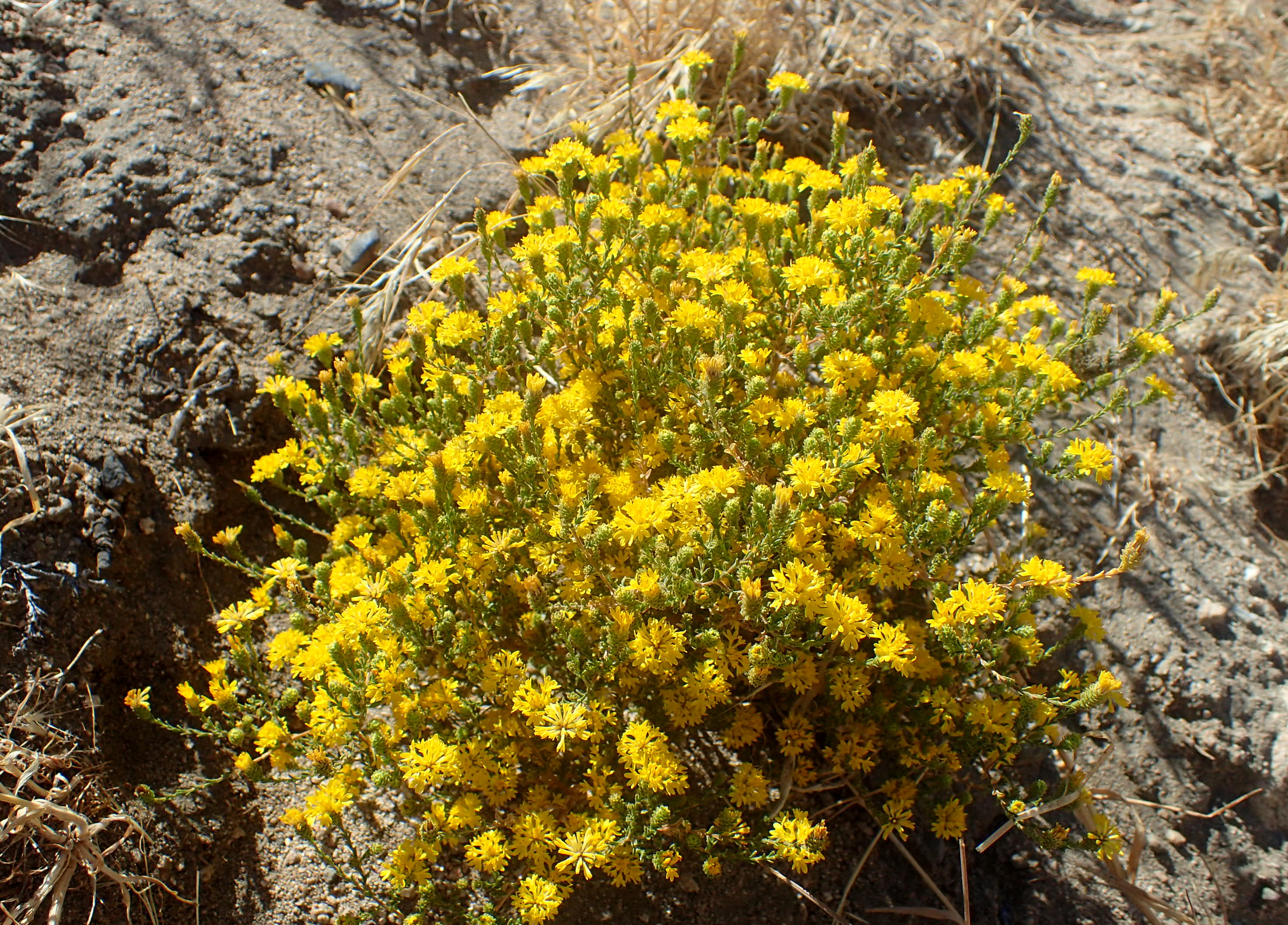
Infiorescenza
Lessingia glandulifera

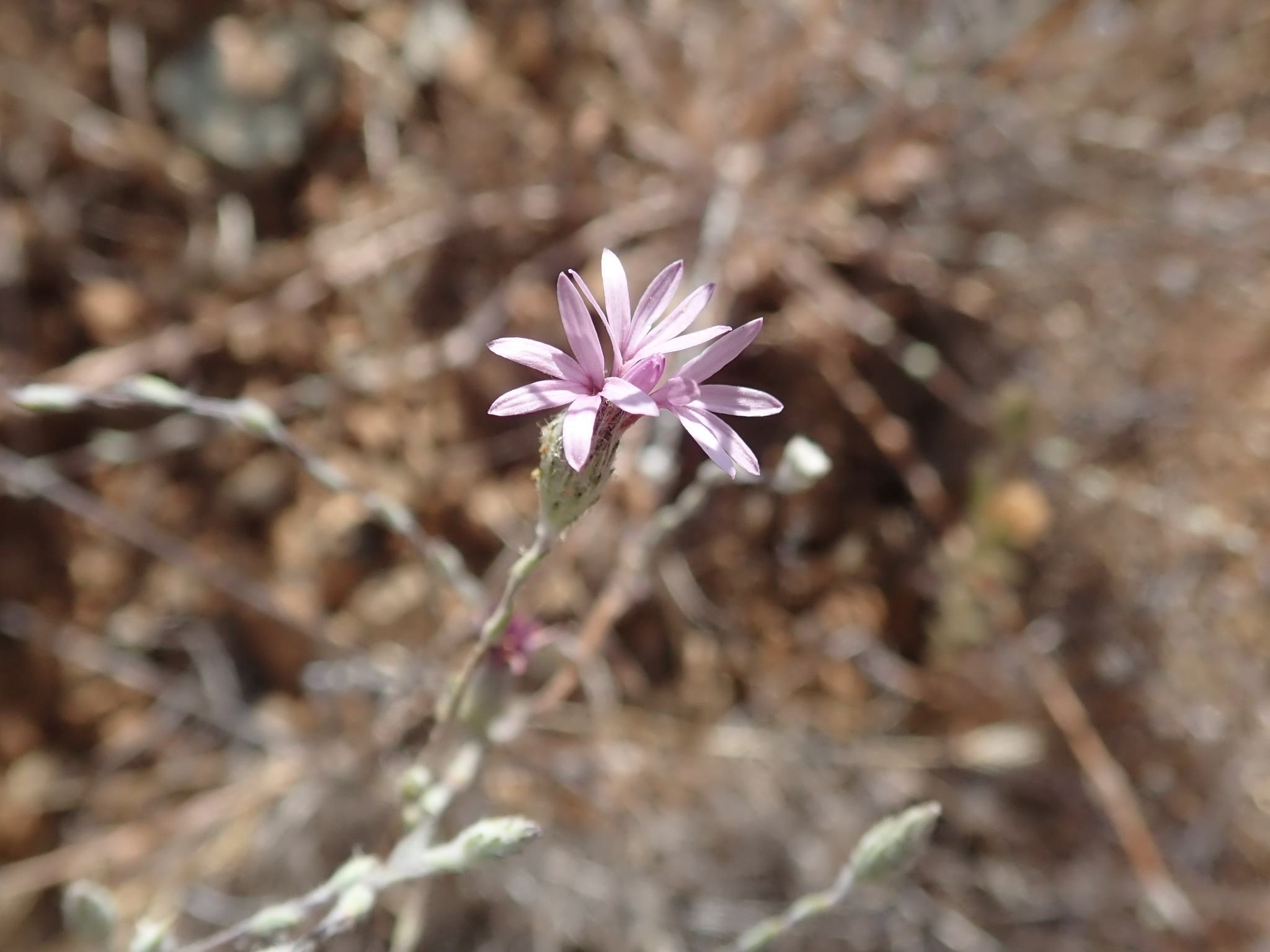
I fiori
Lessingia hololeuca

Portamento. Le specie di questo genere hanno un ciclo biologico annuale con habitus erbaceo. Le superfici sono glabre o bianco-tomentose o ricoperte da ghiandole puntate.
Fusto. La parte aerea è eretta o decombente, semplice o ramosa. Altezza media: 2 - 90 cm.
Foglie. Sono presenti sia foglie basali che cauline. Le foglie basali formano delle rosette, sono picciolate con forme da obovate a spatolate, con margini interi o seghettati o pennati a lobi. Talvolta sono spinose. Le foglie lungo il caule sono disposte in modo alternato, sono più piccole e sono sessili.
Infiorescenza. Le sinflorescenze sono composte da diversi capolini raccolti in formazioni agglomerate, spicate o tirsoidi. Le infiorescenze vere e proprie sono composte da un capolino terminale peduncolato di tipo disciforme o discoidale. I capolini sono formati da un involucro, con forme da cilindriche a campanulate o turbinate, composto da 10 - 55 brattee, al cui interno un ricettacolo fa da base ai fiori di due tipi: fiori del raggio (qui assenti) e fiori del disco. Le brattee, erette o ricurve, piatte con una nervatura centrale, con forme da oblunghe a ovali o lanceolate (con apici ottusi o acuti), con margini scariosi (raramente cartilaginei) e a consistenza erbacea, sono disposte in modo più o meno embricato su 3 - 8 serie. Il ricettacolo (senza pagliette) bucherellato a protezione della base dei fiori ha delle forme leggermente convesse. Diametro degli involucri: 4 - 13 mm.
Fiori.  I fiori sono tetra-ciclici (formati cioè da 4 verticilli: calice – corolla – androceo – gineceo) e pentameri (calice e corolla formati da 5 elementi). I fiori sono da 3 a 40 per capolino, solamente del tipo "fiori del disco" (centrali); hanno delle forme brevemente tubulose (attinomorfe); sono ermafroditi.
- Formula fiorale:

*/x K {\displaystyle \infty }, [C (5), A (5)], G 2 (infero), achenio
- Calice: i sepali del calice sono ridotti ad una coroncina di squame.

- Corolla: (fiori del disco) la forma è tubulare bruscamente divaricata in 5 lobi; i lobi, eretti, hanno una forma lineare; il colore è giallo, lavanda, blu, bianco e rosa; i lobi più esterni sono simili a ligule.

- Androceo: l'androceo è formato da 5 stami sorretti da filamenti generalmente liberi; gli stami sono connati e formano un manicotto circondante lo stilo; le teche (produttrici del polline) alla base sono troncate e sono lievemente auricolate (molto raramente sono speronate o hanno una coda); le appendici apicali delle antere hanno delle forme piatte e lanceolate; il tessuto endoteciale (rivestimento interno dell'antera) è quasi sempre polarizzato (con due superfici distinte: una verso l'esterno e una verso l'interno). Il polline è sferico con un diametro medio di circa 25 micron;  è tricolporato (con tre aperture sia di tipo a fessura che tipo isodiametrica o poro) ed è echinato (con punte sporgenti).

- Gineceo: l'ovario è infero uniloculare formato da 2 carpelli. Lo stilo (il recettore del polline) è profondamente bifido (con due stigmi divergenti) e con le linee stigmatiche marginali separate. I due bracci dello stilo hanno una forma da troncata a subulata e possono essere papillosi o ricoperti da ciuffi di peli.

Frutti. I frutti sono degli acheni con pappo: il corpo, non compresso, con 5 - 10 nervature longitudinali, ha la forma più o meno turbinata (da cuneiforme a lineare) e superficie villosa. Le setole del pappo, da 3 a 55 su una o due serie, sono colorate di rosso-bruno; alla base sono separate o connate. Il pappo a volte può essere formato solamente da 5 scaglie.

## Biologia
Impollinazione: l'impollinazione avviene tramite insetti (impollinazione entomogama tramite farfalle diurne e notturne).

Riproduzione: la fecondazione avviene fondamentalmente tramite l'impollinazione dei fiori (vedi sopra).

Dispersione: i semi (gli acheni) cadendo a terra sono successivamente dispersi soprattutto da insetti tipo formiche (disseminazione mirmecoria). In questo tipo di piante avviene anche un altro tipo di dispersione: zoocoria. Infatti gli uncini delle brattee dell'involucro (se presenti) si agganciano ai peli degli animali di passaggio disperdendo così anche su lunghe distanze i semi della pianta. Inoltre per merito del pappo il vento può trasportare i semi anche a distanza di alcuni chilometri (disseminazione anemocora).

## Distribuzione e habitat
Le specie di questo genere sono distribuite negli U.S.A. sud occidentali e Messico nord occidentale.

## Sistematica
La famiglia di appartenenza di questa voce (Asteraceae o Compositae, nomen conservandum) probabilmente originaria del Sud America, è la più numerosa del mondo vegetale, comprende oltre 23.000 specie distribuite su 1.535 generi, oppure 22.750 specie e 1.530 generi secondo altre fonti (una delle checklist più aggiornata elenca fino a 1.679 generi). La famiglia attualmente (2021) è divisa in 16 sottofamiglie; la sottofamiglia Asteroideae è una di queste e rappresenta l'evoluzione più recente di tutta la famiglia.

### Filogenesi
La tribù Astereae (una delle 21 tribù della sottofamiglia Asteroideae) comprende circa 40 sottotribù. In base alle ultime ricerche nella tribù sono stati individuati (provvisoriamente) 5 principali lignaggi:
- Basal grade: include alcuni generi isolati, il gruppo "South American-Oceania",  alcune sottotribù africane e il gruppo dei generi legnosi del Madagascar.
- Bellis lineage: comprende le sottotribù eurasiatiche e una sottotribù africana.
- Aster lineage: include i generi asiatici di Asterinae e i principali gruppi dell'Australia e dell'Oceania.
- Baccharis lineage: include alcuni gruppi sudamericani.
- North American lineage: include la vasta gamma di sottotribù del Nordamerica, Messico e alcuni gruppi distribuiti nel Sudamerica.

Il genere  Lessingia  (insieme alla sottotribù Machaerantherinae) è incluso nel lignaggio "North American lineage". Attualmente la sottotribù è suddivisa in 5 gruppi informali: Basal grade - Machaeranthera group - Haplopappus group - Xanthocephalum group - Lessingia group. Questo genere si trova nel "Lessingia group". In particolare questo genere insieme al genere Corethrogyne forma un gruppo fratello.
I caratteri distintivi del genere sono:
- i fiori del raggio sono assenti;
- i fiori periferici del disco (quelli tubulosi) sono zigomorfi con estensioni simili a raggi;
- le appendici (stigmi) dei rami dello stilo sono troncate o subulate.

Il numero cromosomico delle specie di questo genere è: 2n = 10.

### Elenco delle specie
Questo genere ha 12 specie:
- Lessingia arachnoidea Greene
- Lessingia germanorum  Cham.
- Lessingia glandulifera  A.Gray
- Lessingia hololeuca  Greene
- Lessingia leptoclada  A.Gray
- Lessingia micradenia  Greene
- Lessingia nana  A.Gray
- Lessingia nemaclada  Greene
- Lessingia pectinata  Greene
- Lessingia ramulosa  A.Gray
- Lessingia tenuis  (A.Gray) Coville
- Lessingia virgata  A.Gray